# Mariehamn (barkskepp)

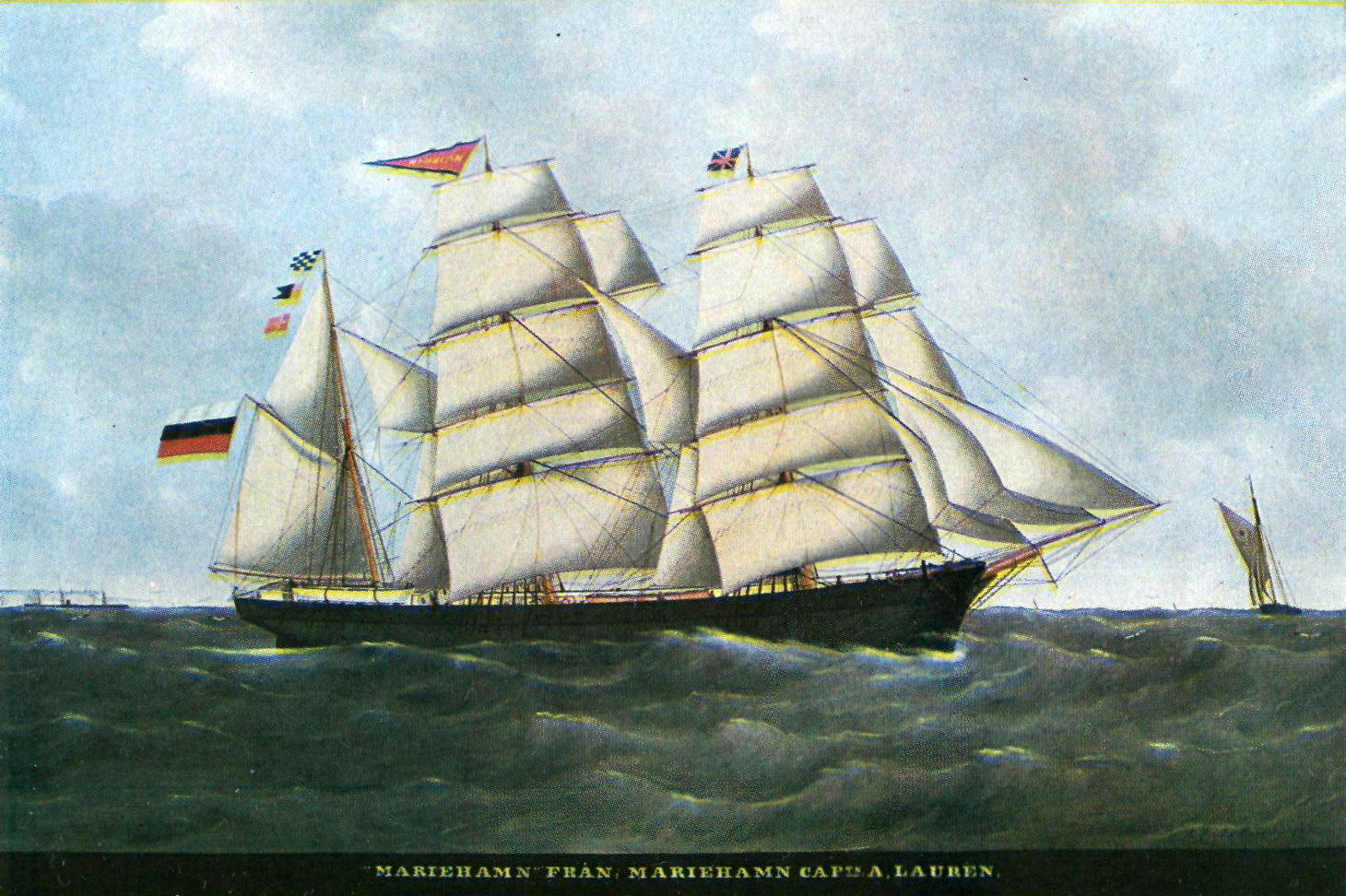
1800-talsbarken Mariehamn, Ålands första världsomseglare.

Mariehamn var ett barkskepp som ägdes av Ålands första storredare Nikolai Sittkoff. Fartyget blev Ålands första jordenruntseglare då hon passerade Kap Horn 1882.